# عروة بن اذينة
أبو عامر عُرْوَة بن أُذَيْنَة اللَّيثِي الكِناني وقيل الهذلي. تابعي جليل وشاعر غزل وفخر وشريف مقدم من شعراء المدينة المنورة وهو معدود في الفقهاء والمحدثين وأحد ثقات أصحاب حديث رسول الله سمع من ابن عمر وروى عنه مالك بن أنس في الموطأ وعبيد الله بن عمر العدوي.

## نسبه وسيرته
- هو : عروة بن يحيى بن مالك بن الحارث بن عمرو بن عبد الله بن رجل بن يعمر الشداخ بن عوف بن كعب بن عامر بن ليث بن بكر بن عبد مناة بن كنانة بن خزيمة بن مدركة بن إلياس بن مضر بن نزار بن معد بن عدنان ، الليثي الكناني.
- وقيل بل هو عروة بن اذينة بن مالك بن الحارث بن عمرو بن عبد الله بن رجل بن يعمر الشداخ الهذلي من بني هذيل بن مدركة بن الياس بن مضر بن نزار بن معد بن عدنان.[1]

كان منزله عند وادي تربان أحد روافد وادي ملل التابع لمركز الفريش قرب المدينة المنورة. كان عروة بن أذينة الكناني يخرج في الثلث الأخير من الليل إلى سكك البصرة فينادي: يأهل البصرة، «أَفأمِنْ أَهْلُ القُرَى أنْ يَّأْتِيَهم بَأْسُنا بَيَاتاً وهُم نائِمُون. أَوَ أَمِن أهْل القُرى أن يأتيَهم بأْسنا ضُحى وهُم يَلعَبونّ» . الصلاة الصلاة.

## شعره
يعتبر عروة بن أذينة أحد أبرز الشعراء العرب ومن قصصه المشهورة وفادته على هشام بن عبد الملك، حيث حُكيَ أن عروة بن أذينة وفد على هشام بن عبد الملك في جماعة من الشعراء والعلماء فلما دخلوا عليه عرفه هشام بن عبد الملك و قال له: عروة، قال عروة: نعم ياأمير المؤمنين. فقال له ألست القائل:
وأراك قد كدبت نفسك و جئت من الحجاز إلى الشام في طلب الرزق. فقال عروة له: يا أمير المؤمنين زادك الله بسطة في العلم والجسم ولا رد وافدك خائبا والله لقد بالغت في الوعظ وذكّرتني ما أنسانيه الدهر. وخرج من فوره إلى راحلته فركبها وتوجه راجعًا إلى الحجاز، فلما كان في الليل ذكره هشام وهو في فراشه فقال: رجلٌ من قريش قال حكمة ووفد إلي فجبهته ورددته عن حاجته وهو مع ذلك شاعر لا آمن ما يقول. فلما أصبح سأل عنه فأُخبر بانصرافه وقال: لا جرم ليعلم أن الرزق سيأتيه. ثم دعا مولى له وأعطاه ألف دينار وقال: الحق بهذه عروة ابن أذينة وأعطه إياها قبل أن يدخل داره. قال الرسول: فلم أدركه إلا وقد دخل بيته فقرعتُ الباب عليه فخرج إلي فأعطيته المال. فقال: أبلغ أمير المؤمنين قولي: أسعى له فيعنيني تطلّبه... ولو جلست أتاني لا يعنّيني.

## مؤلفات عن ديوانه
- أخبار عروة بن أذينة: تأليف حماد بن إسحاق الجهضمي الأزدي.
- ديوان عروة بن أذينة: تحقيق د. يحيى الجبوري.
- شعر عروة بن أذينة: تأليف الأمين محمد عثمان الزاكي.
- عروة بن أذينة: تأليف عرفات منصور.

## وفاته
توفي سنة 130 هـ الموافق 747م.